# 6289 Lanusei
6289 Lanusei este un asteroid din centura principală de asteroizi.

## Descriere
6289 Lanusei este un asteroid din centura principală de asteroizi. A fost descoperit pe 28 aprilie 1984 la Observatorul La Silla de Walter Ferreri și Vincenzo Zappalà. Asteroidul prezintă o orbită caracterizată de o semiaxă mare de 3,17 ua, o excentricitate de 0,12 și o înclinație de 2,1° în raport cu ecliptica.